# 九里站 (大连市)
九里站位于中华人民共和国辽宁省大连市金州区九里村，是大连地铁3号线九里支线和13号线的地铁车站，两线于此站贯通运营，车站于2008年12月28日随3号线支线开通而启用。

## 位置
九里站位于金州新区202国道与夏金线立交桥北，202国道西侧。

## 车站结构
九里站为侧式站台高架站。
| F3层 | 候车区                                            | 候车区、扶梯及楼梯往站厅 |  |
| F3层 | 侧式站台，开右边门                                |                          |  |
| F3层 | █ 13号线列车往普兰店振兴街方向（十三里）          |                          |  |
| F3层 | █ 13号线及 █ 3号线支线列车往开发区方向 （十九局） |                          |  |
| F3层 | 侧式站台，开右边门                                |                          |  |
| F3层 | 候车区                                            | 候车区、扶梯及楼梯往站厅 |  |
| F2层 | 站厅                                              | 自动售票机、进站闸机     |  |
| F1层 | 车站出入口                                        | A出入口                  |  |

## 车站出口
本站设有2个出入口，均位于202国道（黑大线）西侧，但B出入口已暂停使用。
| 出口编号 | 出口指示 | 建议前往的目的地   |
| -------- | -------- | ------------------ |
| 出口 · A |          | 黑大线、九里车辆段 |
| 出口 · B | 暂停使用 | 黑大线             |

## 附近公交线路
- 金州113路公交车。

## 未来发展
13号线一期列车在本站与3号线支线贯通运营至开发区站，但在13号线二期工程开通后，本站将转由13号线使用，并不再成为3号线支线车站，乘坐3号线支线的乘客届时需至十九局站换乘。